# Chambolle-Musigny
Chambolle-Musigny é uma comuna francesa na região administrativa da Borgonha-Franco-Condado, no departamento de Côte-d'Or. Estende-se por uma área de 7,55 km². Em 2010 a comuna tinha 302 habitantes (densidade: 40 hab./km²).